# Brion (Ain)
Brion ist eine französische Gemeinde mit 591 Einwohnern (Stand 1. Januar 2022) im Département Ain in der Region Auvergne-Rhône-Alpes. Sie gehört zum Kanton Nantua im Arrondissement Nantua.

## Geographie
Brion liegt auf 479 m, etwa 13 Kilometer südwestlich der Stadt Oyonnax und 25 Kilometer östlich der Präfektur Bourg-en-Bresse (Luftlinie). Das Dorf erstreckt sich im nördlichen Bugey, an der Mündung der Ange in den Oignin, westlich des Lac de Nantua im Jura, inmitten einer weiten Ebene.
Die Fläche des 4,48 km² großen Gemeindegebiets umfasst einen Abschnitt des südlichen französischen Juras. Der Hauptteil wird von einer ungefähr drei Kilometer breiten und drei Kilometer langen Ebene eingenommen (durchschnittlich auf 470 m), die sich vor dem westlichen Eingang in die Cluse de Nantua ausbreitet. Früher bildete die Ebene ein großes Sumpfgebiet, das nach der künstlichen Absenkung des Seespiegels des Lac de Nantua im Jahr 1856 drainiert und in Kulturland umgewandelt wurde. Die Ebene wird vom Oignin durchflossen, der hier den Abflusskanal des Lac de Nantua und die Ange (aus dem Oyonnax-Tal) aufnimmt. Inmitten der Ebene erhebt sich ein langgezogener Hügel (505 m). Nach Südwesten erstreckt sich das Gemeindeareal bis zum Höhenzug der Montagne de Collégiard, an der mit 642 m die höchste Erhebung von Brion erreicht wird.
Zu Brion gehört der Weiler Le Mollard (475 m) am Oignin. Nachbargemeinden von Brion sind Béard-Géovreissiat im Norden, Montréal-la-Cluse und Port im Osten, Saint-Martin-du-Frêne im Süden sowie Nurieux-Volognat im Westen.

## Geschichte
Verschiedene Funde weisen auf eine Besiedlung des Gemeindegebietes von Brion während der Römerzeit hin. Der Ortsname geht auf das gallische Wort briva für Brücke zurück. Bei Brion befand sich eine Burg, die 1090 erstmals als castrum brionis urkundlich erwähnt wurde und die den Herren von Coligny gehörte. Im Mittelalter unterstand das Dorf der Oberhoheit der Grafen von Savoyen. Mit dem Vertrag von Lyon gelangte es im Jahre 1601 an Frankreich. Erst 1845 wurde Brion von Géovreissiat abgetrennt und zu einer eigenständigen Gemeinde erhoben.

## Bevölkerung
| Jahr                       | 1962 | 1968 | 1975 | 1982 | 1990 | 1999 | 2011 | 2020 |
| Einwohner                  | 195  | 215  | 335  | 395  | 587  | 559  | 522  | 561  |
| Quellen: Cassini und INSEE |      |      |      |      |      |      |      |      |

Mit 591 Einwohnern (1. Januar 2022) gehört Brion zu den kleinen Gemeinden des Départements Ain. Seit Beginn der 1960er Jahre wurde eine markante Bevölkerungszunahme verzeichnet, verbunden mit beinahe einer Verdreifachung der Einwohnerzahl. Die Ortsbewohner von Brion heißen auf Französisch Brionnais(es).

## Sehenswürdigkeiten
Die Kirche Saint-Denis in Brion wurde 1851 erbaut und 1975 letztmals umfassend restauriert. Von der einstigen Burg auf dem Hügel östlich von Brion sind Ruinen erhalten.

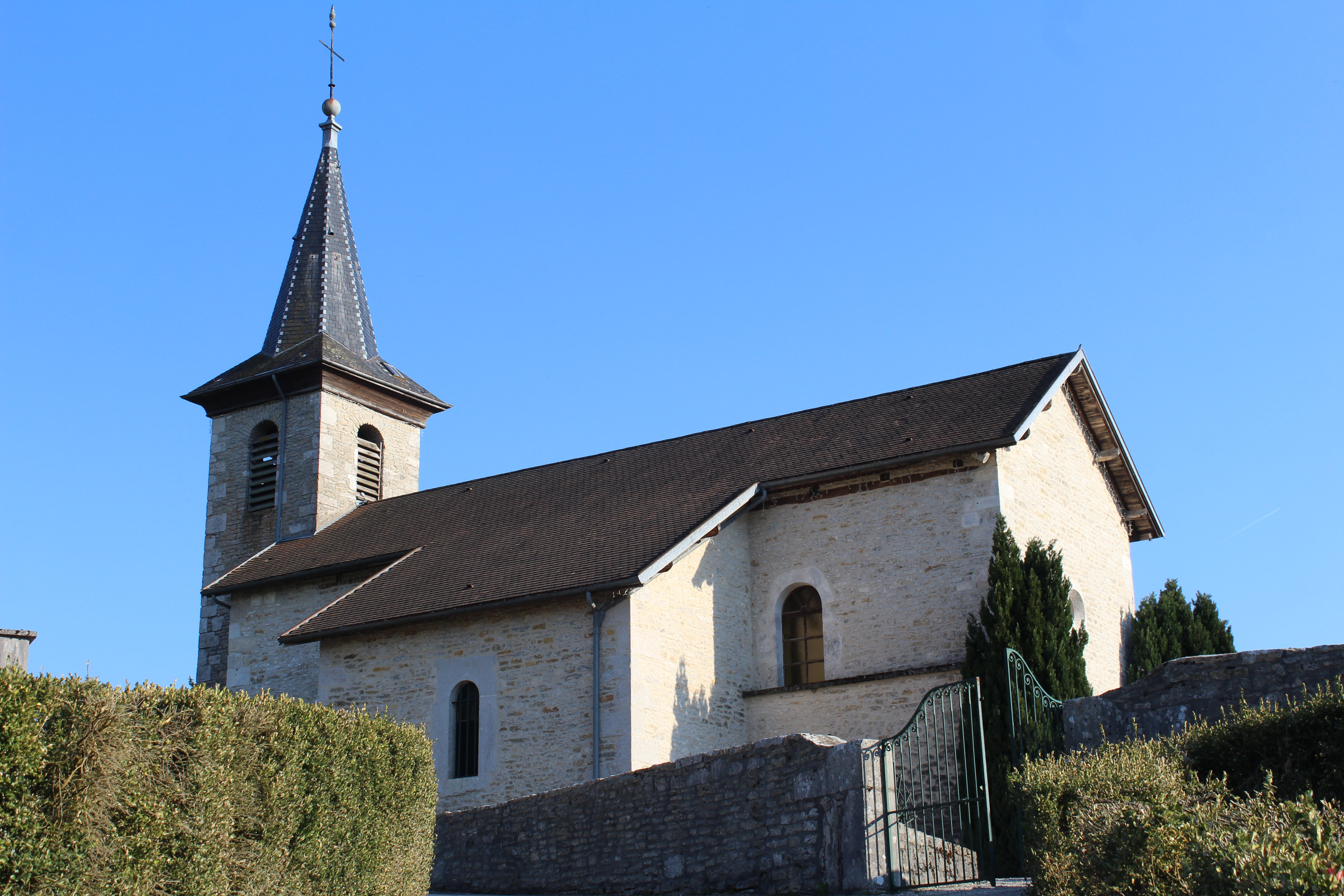
Kirche Saint-Denis
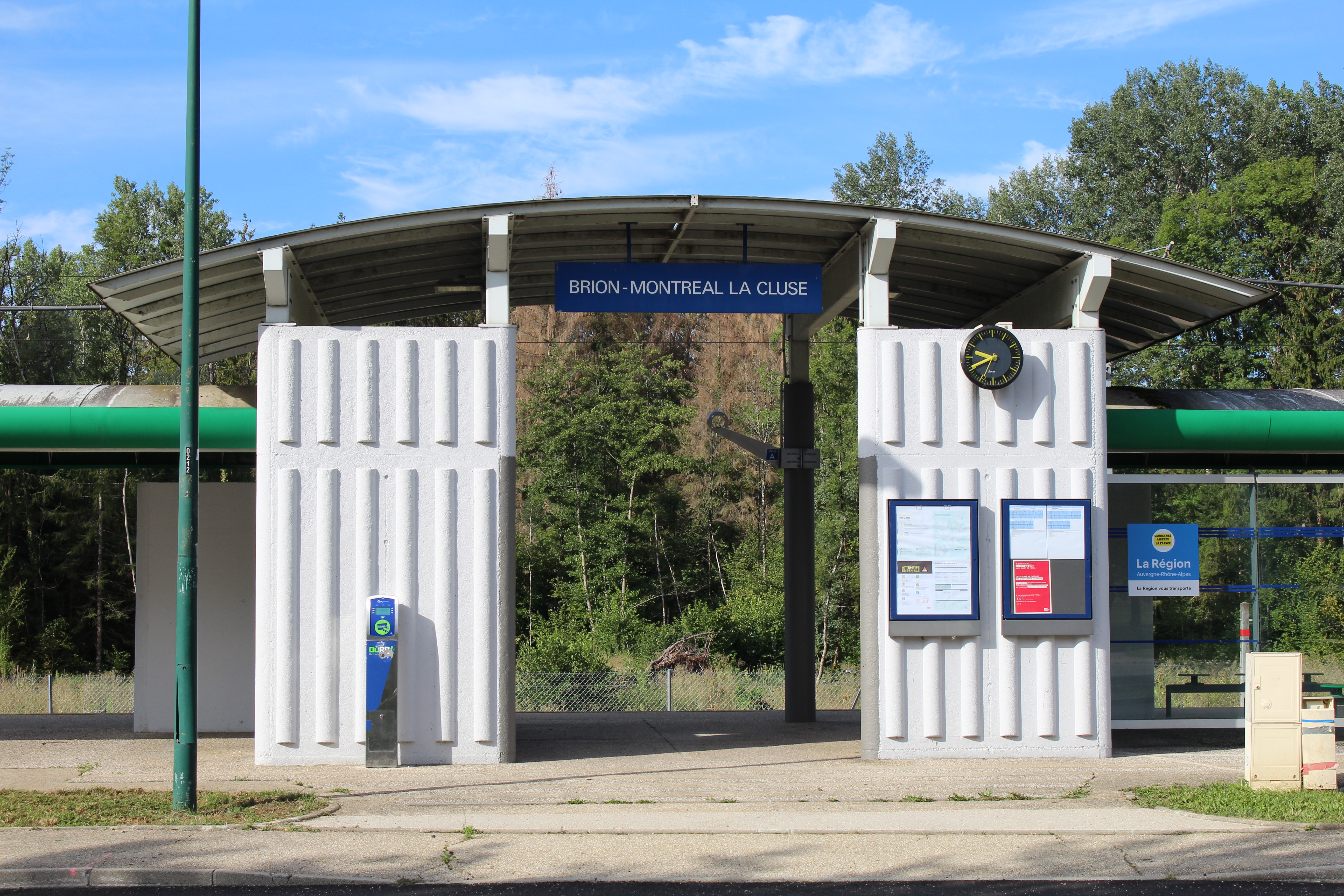
Bahnhof Brion – Montréal-la-Cluse
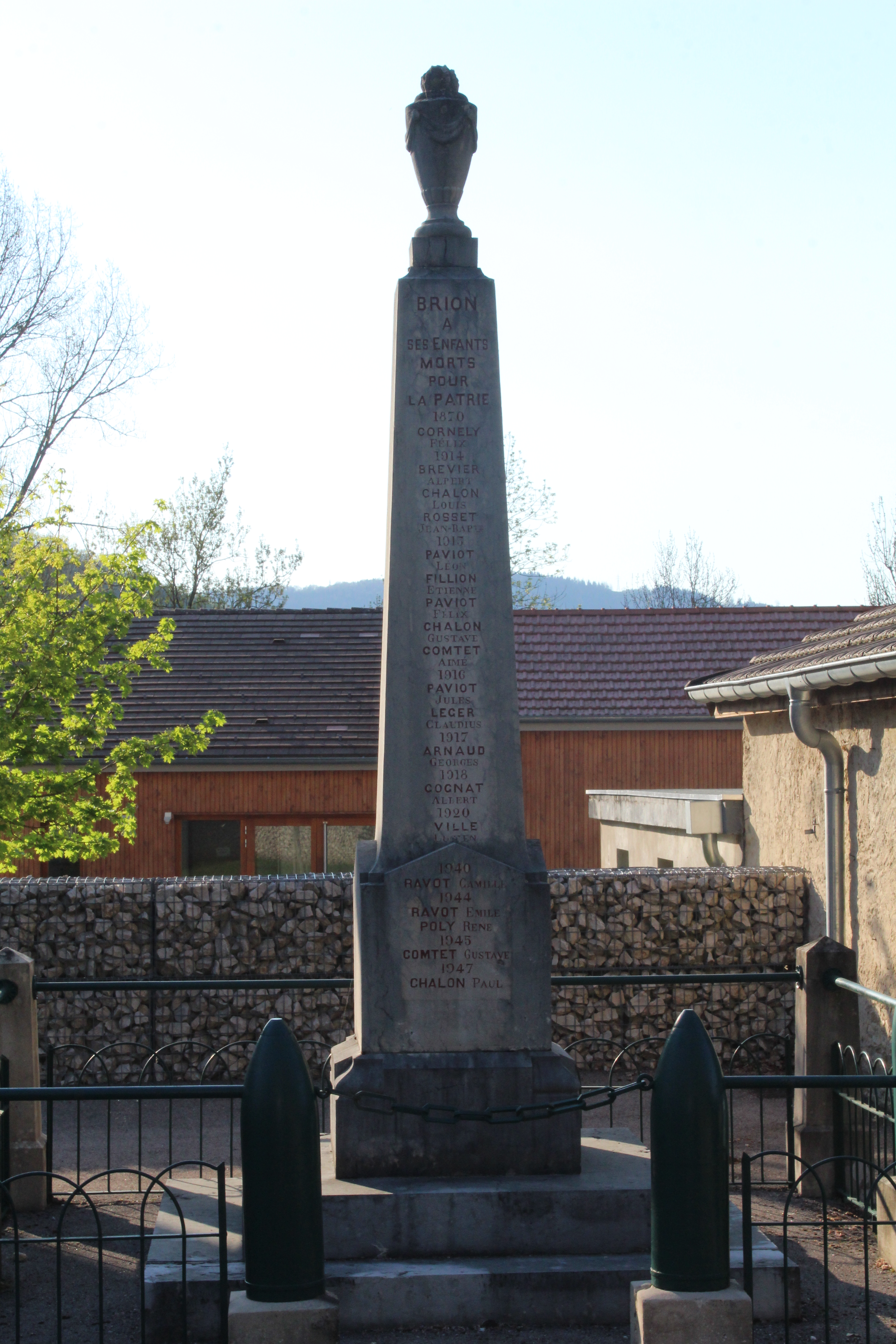
Gefallenendenkmal

## Wirtschaft und Infrastruktur
Brion war bis weit ins 20. Jahrhundert hinein ein vorwiegend durch die Landwirtschaft geprägtes Dorf. Daneben gibt es heute einige Betriebe des Klein- und Mittelgewerbes. Mittlerweile hat sich das Dorf auch zu einer Wohngemeinde gewandelt. Viele Erwerbstätige sind deshalb Wegpendler, die in den größeren Ortschaften der Umgebung ihrer Arbeit nachgehen.
Die Ortschaft ist verkehrsmäßig sehr gut erschlossen. Sie liegt nahe der Départementsstraße D979, die von Nantua nach Bourg-en-Bresse führt. Weitere Straßenverbindungen bestehen mit Port, Izernore und Montréal. Der nächste Anschluss an die Autobahn A404 (Saint-Martin-du-Frêne – Oyonnax), welche das Gemeindegebiet durchquert, befindet sich in einer Entfernung von rund zwei Kilometern.
In Brion befindet sich eine staatliche école primaire (Grundschule mit eingegliederter Vorschule).